# مک (فیلم)
مک (انگلیسی: Mac) فیلمی به کارگردانی جان تورتورو است که در سال ۱۹۹۳ منتشر شد. از بازیگران آن می‌توان به نیکولاس تورتورو، دنیس فارینا، الن بارکین، جان تورتورو و جان آموس اشاره کرد.